# Al-Dżuhman
Al-Dżuhman (arab. الجهمان) – wieś w Syrii, w muhafazie Idlib. W 2004 roku liczyła 944 mieszkańców.